# Viola hookeriana
Viola hookeriana là một loài thực vật có hoa trong họ Hoa tím. Loài này được Kunth miêu tả khoa học đầu tiên năm 1821.